# Bronisław Abramowicz
Bronisław Abramowicz (* 1837 in Załuchów in Wolhynien, Kongresspolen; † 17. Juli 1912 in Krakau) war ein polnischer Maler, der polnische und religiöse Historienmotive, Genrebilder, Jagd- und Waldszenen sowie Porträts schuf. In seiner späten Phase gab er sich der Restaurierung von Plastiken und Gemälden in Krakauer Kirchen hin.

## Leben
Bronisław Abramowicz kam im Jahre 1837 in Załuchów in einer adligen Familie zur Welt.
In den Jahren 1858 bis 1861 besuchte er die Schule der Schönen Künste Warschau. Im Jahre 1861 nahm er am Aufstand teil, bei dem er Adjutant von Marian Langiewicz war.
Danach studierte er an der Akademie der Bildenden Künste München, wo er 1867 ein Porträt Ludwigs II. malte.
Von 1870 bis 1874 war er Student an der Akademie der bildenden Künste Wien, 1872 bis 1874 bei Eduard von Engerth. Die Wiener Akademie absolvierte er mit Auszeichnung. Sein Studium beendete er jedoch erst an der Akademie der Bildenden Künste Krakau in der Meisterklasse von Jan Matejko, was jedoch urkundlich nicht belegt ist.
Von 1868 bis 1901 stellte er seine Gemälde in Krakau, 1871 und 1877 in Lemberg, von 1872 bis 1879 in Warschau, 1867 in München sowie 1871, 1873, 1876 und 1877 in Wien aus. Für sein Gemälde Das Gastmahl bei Wierzynek wurde er 1876 Ehrenmitglied des Wiener Kunstvereins.
In seiner späten Schaffensphase gab er sich der Restaurierung von Gemälden und Plastiken hin. So restaurierte er die figuralen Teile des Chorgestühls der Marienkirche in Krakau, die Flügel des Triptychons in der Ägidiuskirche in Krakau und das Bild der Schmerzensmutter in der Krakauer Franziskanerkirche.

## Werke (Auswahl)
- Porträt Ludwigs II., 1867

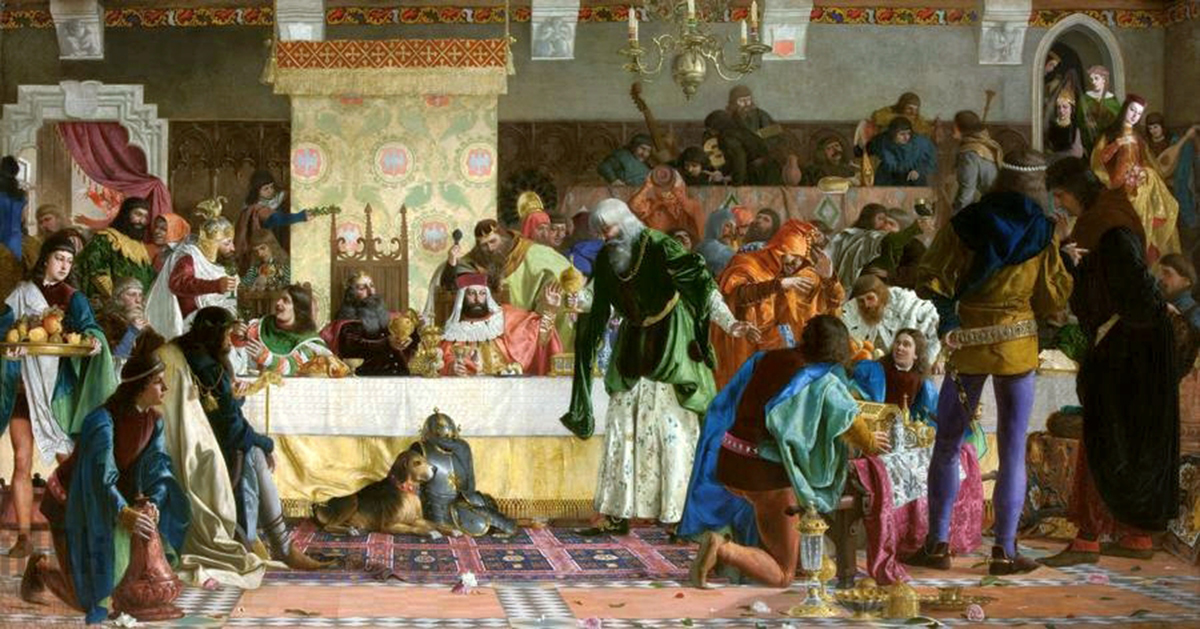
Das Gastmahl bei Wierzynek, 1876

- Der Bischof von Ypern bittet Herzog Alba um Begnadigung des Grafen Egmont, 1871
- Jan Kochanowski, 1872
- Die letzten Augenblicke Sigismunds des Alten
- Sigismund August, sein Testament diktierend
- Das Gastmahl bei Wierzynek, 1876
- Die Barmherzigkeit der Königin Anna
- Karl IX. vor der Bartholomäusnacht
- Taufe Christi
- Heilige Thekla
- Johannes der Täufer
- Kastellanin, 1882